# John Williams (Komponist)

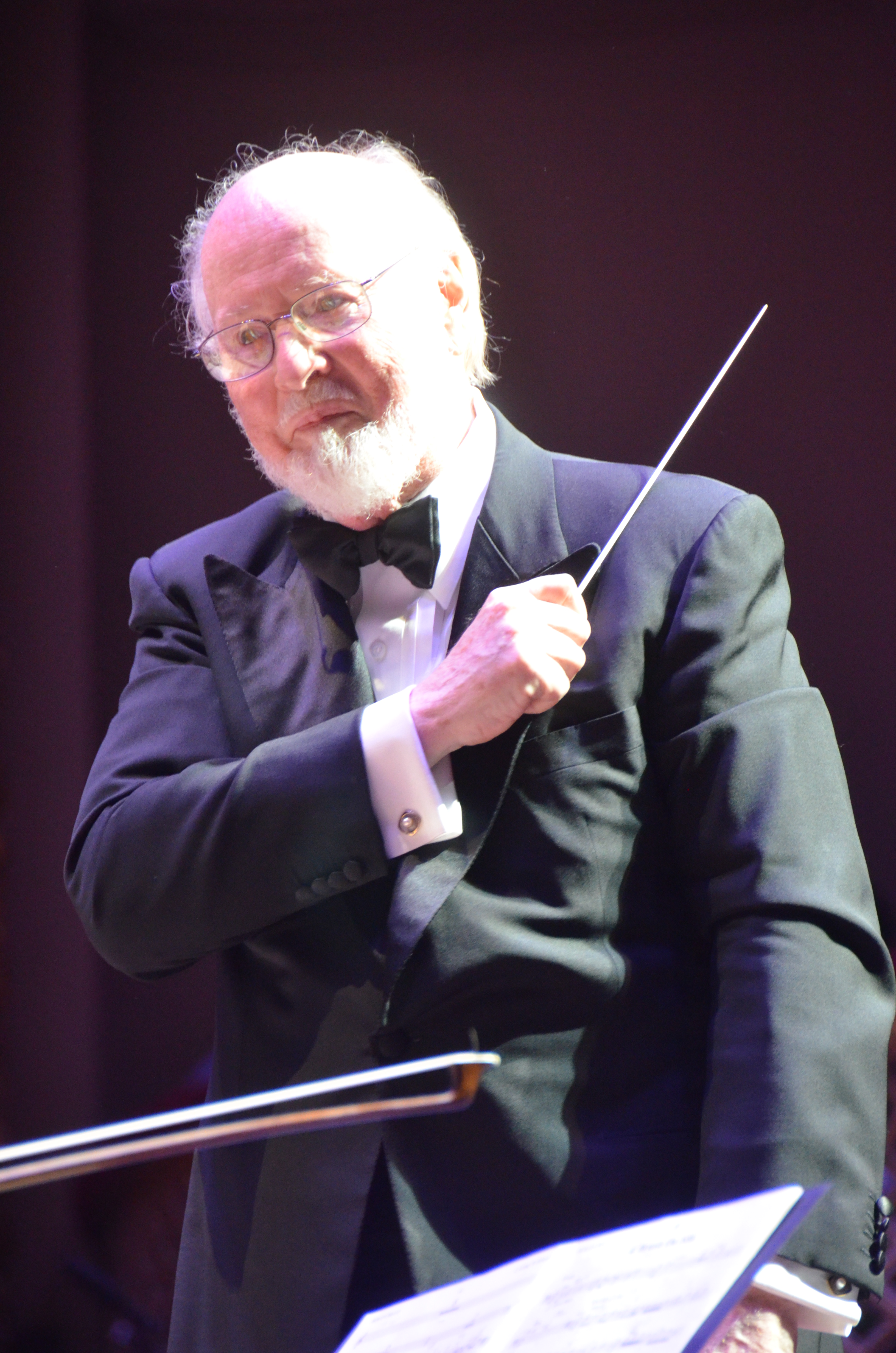
John Williams, 2011

John Towner Williams, KBE (* 8. Februar 1932 in Flushing, Queens, New York City) ist ein US-amerikanischer Komponist, Dirigent und Produzent von Film- und Orchestermusik. Der mehrfache Oscar- und Grammy-Gewinner zählt seit den 1970er Jahren zu den weltweit bekanntesten, erfolgreichsten und einflussreichsten Filmkomponisten. Er arbeitete mit Regisseuren wie Steven Spielberg (u. a. Der weiße Hai, Indiana Jones, E.T. – Der Außerirdische, Schindlers Liste, Jurassic Park, Der Soldat James Ryan, A.I. – Künstliche Intelligenz, Minority Report, Catch Me If You Can), George Lucas (Star Wars) und Alfred Hitchcock (Familiengrab) zusammen. Ebenso komponierte er die Musik zu den ersten drei Filmen der Harry-Potter-Reihe. Mit seinem Album The Berlin Concert erreichte er im Alter von 90 Jahren zusammen mit den Berliner Philharmonikern Platz 1 der deutschen Albumcharts.

## Leben und Wirken

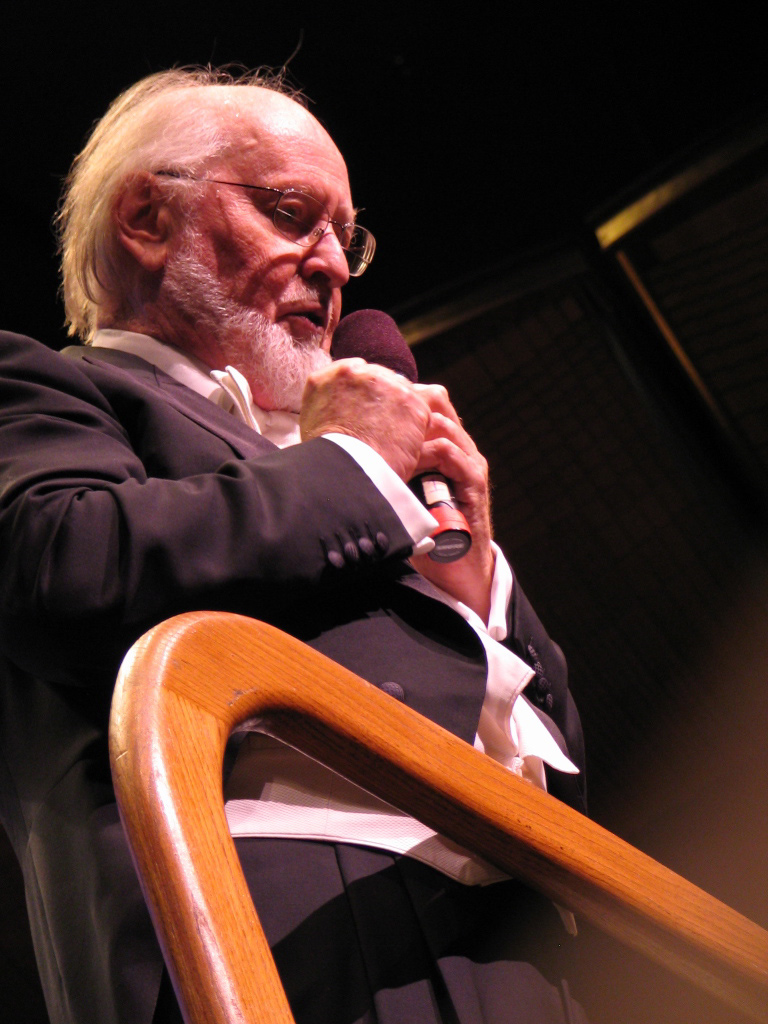
John Williams, September 2007

### 20. Jahrhundert
John Williams wurde als Sohn eines Orchestermusikers im New Yorker Stadtbezirk Queens im Stadtteil Flushing geboren. Bereits im Alter von drei Jahren erlernte er das Notenlesen. Er wuchs in New York auf und zog 1948 mit seiner Familie nach Los Angeles, wo er die University of California besuchte und bei Mario Castelnuovo-Tedesco Komposition studierte. Nachdem er seinen Wehrdienst bei der US Air Force absolviert hatte, zog Williams zurück nach New York. Dort besuchte er die Juilliard School, an der er bei Rosina Lhévinne Klavier studierte. Nebenbei arbeitete er in New York als Jazz-Pianist. Bereits 1951 erschien seine erste Klaviersonate. Es folgten weitere klassische Werke. In den folgenden Jahren arbeitete er unter anderem auch für das US-Fernsehen und für verschiedene Hollywood-Produktionen, zunächst unter dem Namen Johnny Williams.
Von 1956 bis zu deren Tod 1974 war John Williams mit der Schauspielerin und Sängerin Barbara Ruick verheiratet. Dieser Ehe entstammen drei Kinder: Jennifer (* 1956), Mark (* 1958) und Joseph Williams (* 1960), der ebenfalls Filmmusikkomponist und von 1986 bis 1989 und seit 2010 der Sänger der US-amerikanischen Band Toto ist. Seit 1980 ist John Williams in zweiter Ehe mit Samantha Winslow verheiratet.
Seinen Durchbruch hatte er 1972 mit der Musik zu dem Katastrophenfilm Die Höllenfahrt der Poseidon (The Poseidon Adventure). Noch größere Bekanntheit erlangte er jedoch mit Der weiße Hai (Jaws, 1975) und schließlich mit Krieg der Sterne (Star Wars, 1977). Für beide erhielt er den Oscar.
Der Regisseur Steven Spielberg vermittelte John Williams an seinen Freund, den Regisseur George Lucas. Lucas arbeitete gerade an dem ersten Star-Wars-Film, für den Williams schließlich die – 1978 mit dem Oscar prämierte – Filmmusik schrieb. Auch die Filmmusik zu allen weiteren Star-Wars-Teilen (außer The Clone Wars, Rogue One: A Star Wars Story und Solo: A Star Wars Story) inklusive der „Prequel-Trilogie“ (Episoden I – III) und der „Sequel-Trilogie“ (Episoden VII – IX) stammt aus seiner Feder. Die Soundtrack-CDs gehören zu den erfolgreichsten der Filmmusikgeschichte, Stücke wie die Titelmelodie oder der „Imperial March“ sind auch über Fankreise hinaus bekannt. Siehe auch: → Star-Wars-Soundtrack
Im Jahr 1993 komponierte John Williams den Score zum Film Schindlers Liste. Weil er sehr beeindruckt von dem Film war, traute sich Williams zunächst nicht, die Filmmusik zu schreiben. Er sagte zu Spielberg: „Du benötigst einen besseren Komponisten für diesen Film, als ich es bin.“ Darauf antwortete Spielberg: „Ich weiß, aber die sind alle tot.“

### 21. Jahrhundert

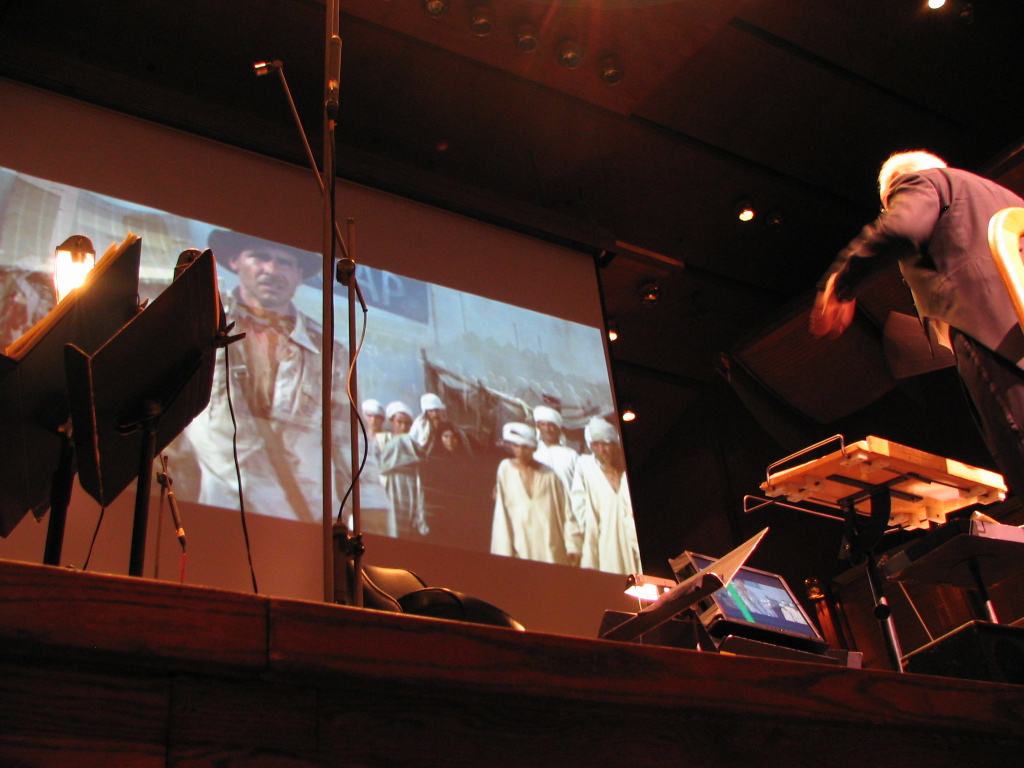
John Williams dirigiert den Score zu Jäger des verlorenen Schatzes

Williams wurde 2001 vom Regisseur Chris Columbus gebeten, die Filmmusik zu dem ersten Harry-Potter-Film Harry Potter und der Stein der Weisen zu schreiben. Williams komponierte für diesen Film unter anderem „Hedwigs Thema“, das weltbekannt wurde. Auch die zwei folgenden Harry-Potter-Verfilmungen wurden von Williams vertont. Danach stieg er aus dem Projekt aus. Grund dafür war die Arbeit an Die Geisha.
Im Jahre 2002 schrieb Williams vier Filmmusiken: Catch Me If You Can, Star Wars: Episode II, Minority Report und Harry Potter und die Kammer des Schreckens. In Catch Me If You Can verwendete Williams erstmals in seiner Filmmusikgeschichte mit Steven Spielberg Jazz-Elemente. Spielberg betrachtete dies als Geburtstagsgeschenk, weil dieser Film die 20. Zusammenarbeit zwischen dem Regisseur und dem Komponisten darstellte.
2008 erschien der Soundtrack zum vierten Indiana-Jones-Film Indiana Jones und das Königreich des Kristallschädels. 2009 schrieb John Williams für die Fernsehserie Great Performances die Titelmusik, für die er im selben Jahr einen Emmy gewann. Im selben Jahr begann Williams seine Arbeit an Spielbergs Die Abenteuer von Tim und Struppi – Das Geheimnis der Einhorn, der im Oktober 2011 erschien. Dies ist der erste animierte Film, an dem Williams beteiligt war. Zudem arbeitete Williams hier erstmals mit Peter Jackson zusammen, dem Produzenten des Films.
2011 komponierte Williams die Filmmusik zu Spielbergs Gefährten und 2012 für Spielbergs Lincoln. 2013 arbeitete er erstmals seit 2005 wieder mit einem anderen Regisseur als Spielberg zusammen: Er vertonte Die Bücherdiebin des Regisseurs Brian Percival. Der Film ist eine amerikanisch-deutsche Koproduktion, an der das Studio Babelsberg maßgeblich beteiligt war. Williams arbeitete 2015 am siebten Teil der Star-Wars-Reihe Star Wars: Das Erwachen der Macht, der unter der Regie von J. J. Abrams entstand.
Für Spielbergs 2015 erschienenen Film Bridge of Spies – Der Unterhändler stand Williams aus gesundheitlichen Gründen nicht zur Verfügung. Dies hatte zur Folge, dass Thomas Newman als Komponist verpflichtet wurde. Dieser Spielberg-Film ist somit der erste seit dreißig Jahren (zuletzt Die Farbe Lila, 1985), dessen Filmmusik nicht von John Williams stammt. 2016 setzten Williams und Spielberg aber ihre Zusammenarbeit mit dem Film BFG – Big Friendly Giant wieder fort.

### Steven Spielberg und John Williams
Williams und Spielberg sind seit 1974 eng befreundet. In diesem Jahr arbeiteten sie gemeinsam an dem Film Sugarland Express, der beiden den Durchbruch brachte. Seit Der weiße Hai (1975) ist Williams Spielbergs bevorzugter Komponist, er vertonte mit Ausnahme von Die Farbe Lila (1985), Bridge of Spies – Der Unterhändler (2015) und Ready Player One (2018) sämtliche Filme von Spielberg. Der Film Die Verlegerin aus dem Jahr 2017 war die 29. Zusammenarbeit von Williams und Spielberg. Williams wird seit Jahrzehnten regelmäßig vom Tonmeister Shawn Murphy unterstützt.

### Allgemeines

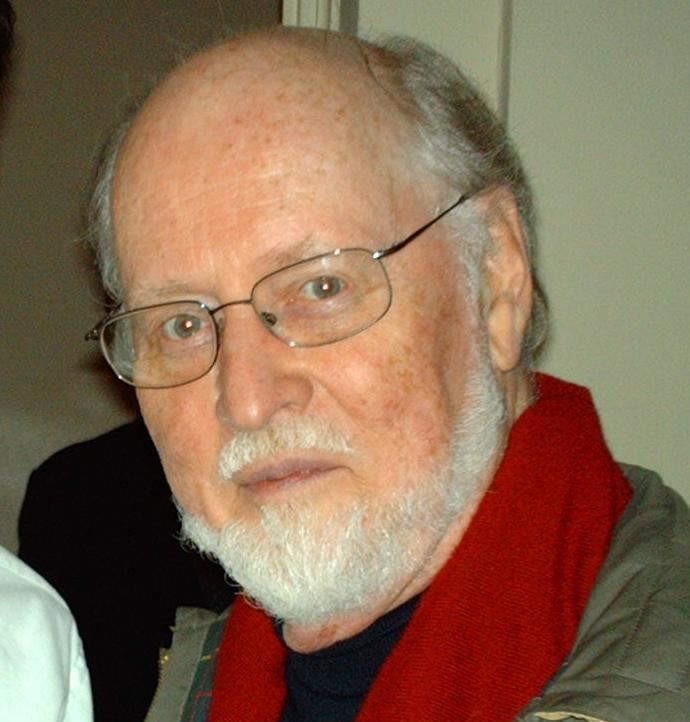
John Williams, 2006

In seiner Arbeit für Hollywood zeigt sich Williams’ Vielseitigkeit; 2005 komponierte Williams Musik für vier Filme, die seine Vielfältigkeit unter Beweis stellt: Star Wars: Episode III, Krieg der Welten, Die Geisha und München. Seine Musik ist mit wenigen Ausnahmen (z. B. Jane Eyre (1970), Stanley & Iris (1990) oder Die Asche meiner Mutter (1999)) aufwendig orchestriert.
Neben seinen Filmmusiken komponierte Williams zwei Sinfonien, mehrere Solokonzerte sowie diverse kürzere Stücke für Orchester bzw. Ensembles. Ebenfalls aus seiner Feder stammt das Musical Thomas and the King (1975) über Thomas Becket und König Heinrich II. von England.
Für die Zeremonie zur Vereidigung Barack Obamas zum 44. Präsidenten der Vereinigten Staaten am 20. Januar 2009 schrieb er das Quartett Air and Simple Gifts. Es wurde von Itzhak Perlman (Geige), Yo-Yo Ma (Cello), Gabriela Montero (Klavier) und Anthony McGill (Klarinette) aufgeführt. Die Komposition setzt sich aus zwei Teilen zusammen: Das so genannte „Air“-Thema und das „Simple Gifts“-Thema. Das Stück ist angelehnt an die Shaker-Hymne von Joseph Brackett.
Viermal schrieb Williams Fanfaren für Olympische Spiele, „Los Angeles Olympic Theme“ für die Sommerspiele 1984 in Los Angeles (später auch als „Olympic Fanfare and Theme“ bekannt), „Olympic Spirit“ für die Sommerspiele 1988 in Seoul, „Summon the Heroes“ für die Sommerspiele 1996 in Atlanta und „Call of the Champions“ für die Winterspiele 2002 in Salt Lake City. 2003 wurde er dafür mit dem Olympischen Orden ausgezeichnet.
Die Musik der US-Nachrichtensendung NBC News, The Mission, ist von Williams komponiert, ebenso die Musik für das Firmenlogo von DreamWorks SKG.
2011 wurde die Steven Spielberg Stage in Los Angeles nach Williams in John Williams Scoring Stage umbenannt.
Williams war von 1980 bis 1993 Dirigent des Boston Pops Orchestra und ist inzwischen dessen Ehrendirigent. Darüber hinaus gibt er regelmäßig Gastspiele bei amerikanischen Orchestern. Nachdem John Williams in einem Interview als Herzenswunsch geäußert hatte, einmal mit den Wiener Philharmonikern musizieren zu wollen, wurde er vom Vorstand des Orchesters als Dirigent zu einer Aufführung seiner Kompositionen nach Wien eingeladen. Nach krankheitsbedingten Absagen fand das Konzert am 18. und 19. Januar 2020 im goldenen Saal des Wiener Musikvereins mit Anne-Sophie Mutter als Solistin statt.
Vom 14. bis zum 16. Oktober 2021 gab John Williams sein Debüt bei den Berliner Philharmonikern im großen Saal der Berliner Philharmonie. Damit ist er mit 89 Jahren der älteste Debütant an diesem Dirigentenpult. Es war sein erster Besuch in Berlin. Im Februar 2022 erreichte Williams mit der Aufnahme des Konzertes zum ersten Mal den ersten Platz der deutschen Albumcharts.

## Filmografie (Auswahl)
- 1954: You Are Welcome[8][9]
- 1959: Daddy-O
- 1960: I Passed for White
- 1960: Because They’re Young
- 1961: Geheime Wege (The Secret Ways)
- 1961: Dinosaurier bevorzugt (Bachelor Flat)
- 1962: Der König von Hawaii (Diamond Head)
- 1963: April entdeckt Rom (Gidget Goes to Rome)
- 1965: Der Lohn der Mutigen (None But the Brave)
- 1966: Wie klaut man eine Million? (How to Steal a Million)
- 1966: The Time Tunnel
- 1966: Finger weg von meiner Frau (Not with My Wife, You Don’t!)
- 1966: Penelope
- 1966: Tausend Gewehre für Golden Hill (The Plainsman)
- 1966: Rancho River (The Rare Breed)
- 1967: Das Tal der Puppen (Valley of the Dolls)
- 1967: Die Lady und ihre Gauner (Fitzwilly)
- 1967: Leitfaden für Seitensprünge (A Guide for the Married Man)
- 1968: Heidi kehrt heim (Heidi) (Fernsehfilm)
- 1969: Goodbye, Mr. Chips
- 1969: Der Mann mit dem Katzenkäfig (Daddy’s Gone A-Hunting)
- 1969: Der Gauner (The Reivers)
- 1970: Jane Eyre – Eine Frau kämpft um ihr Glück (Jane Eyre) (Fernsehfilm)
- 1970: Story of a Woman
- 1971: Anatevka (Fiddler on the Roof)
- 1972: Spiegelbilder (Images)
- 1972: Die Cowboys (The Cowboys)
- 1972: Die Höllenfahrt der Poseidon (The Poseidon Adventure)
- 1972: Peter und Tillie (Pete ’n’ Tillie)
- 1973: Zapfenstreich (Cinderella Liberty)
- 1973: Der Tod kennt keine Wiederkehr (The Long Goodbye)
- 1973: Der Mann, der die Katzen tanzen ließ (The Man Who Loved Cat Dancing)
- 1973: Zeit der Prüfungen (The Paper Chase)
- 1974: Die Cowboys (The Cowboys) (Fernsehserie, 12 Episoden)
- 1974: Sugarland Express (The Sugarland Express)
- 1974: Erdbeben (Earthquake)
- 1974: Flammendes Inferno (The Towering Inferno)
- 1974: Abschied von einer Insel (Conrack)
- 1975: Der weiße Hai (Jaws)
- 1975: Im Auftrag des Drachen (The Eiger Sanction)
- 1976: Schlacht um Midway (Midway)
- 1976: Familiengrab (Family Plot)
- 1976: Duell am Missouri (The Missouri Breaks)
- 1977: Unheimliche Begegnung der dritten Art (Close Encounters of the Third Kind)
- 1977: Krieg der Sterne (Star Wars)
- 1977: Schwarzer Sonntag (Black Sunday)
- 1978: Der weiße Hai 2 (Jaws 2)
- 1978: Teufelskreis Alpha (The Fury)
- 1978: Superman
- 1979: Dracula
- 1979: 1941 – Wo bitte geht’s nach Hollywood? (1941)
- 1980: Das Imperium schlägt zurück (The Empire Strikes Back)
- 1981: Herzquietschen (Heartbeeps)
- 1981: Jäger des verlorenen Schatzes (Raiders of the Lost Ark)
- 1982: E.T. – Der Außerirdische (E.T. the Extra-Terrestrial)
- 1982: Monsignor
- 1983: Die Rückkehr der Jedi-Ritter (Return of the Jedi)
- 1984: Indiana Jones und der Tempel des Todes (Indiana Jones and the Temple of Doom)
- 1984: Menschen am Fluß (The River)
- 1986: Space Camp (SpaceCamp)
- 1987: Die Hexen von Eastwick (The Witches of Eastwick)
- 1987: Das Reich der Sonne (Empire of the Sun)
- 1988: Die Reisen des Mr. Leary (The Accidental Tourist)
- 1989: Indiana Jones und der letzte Kreuzzug (Indiana Jones and the Last Crusade)
- 1989: Geboren am 4. Juli (Born on the Fourth of July)
- 1989: Always – Der Feuerengel von Montana (Always)
- 1990: Stanley & Iris
- 1990: Aus Mangel an Beweisen (Presumed Innocent)
- 1990: Kevin – Allein zu Haus (Home Alone)
- 1991: Hook
- 1991: JFK – Tatort Dallas (JFK)
- 1992: Kevin – Allein in New York (Home Alone 2: Lost In New York)
- 1992: In einem fernen Land (Far And Away)
- 1993: Jurassic Park
- 1993: Schindlers Liste (Schindler’s List)
- 1995: Sabrina
- 1995: Nixon
- 1996: Sleepers
- 1997: Rosewood Burning (Rosewood)
- 1997: Vergessene Welt: Jurassic Park (The Lost World: Jurassic Park)
- 1997: Sieben Jahre in Tibet (Seven Years In Tibet)
- 1997: Amistad
- 1998: Seite an Seite (Stepmom)
- 1998: Der Soldat James Ryan (Saving Private Ryan)
- 1999: Star Wars: Episode I – Die dunkle Bedrohung (Star Wars: Episode I – The Phantom Menace)
- 1999: Die Asche meiner Mutter (Angela’s Ashes)
- 1999: The Unfinished Journey
- 2000: Der Patriot (The Patriot)
- 2001: A.I. – Künstliche Intelligenz (A.I. – Artificial Intelligence)
- 2001: Harry Potter und der Stein der Weisen (Harry Potter and the Philosopher’s Stone)
- 2001: Jurassic Park III (Thema)
- 2002: Star Wars: Episode II – Angriff der Klonkrieger (Star Wars: Episode II – Attack of the Clones)
- 2002: Minority Report
- 2002: Harry Potter und die Kammer des Schreckens (Harry Potter and the Chamber of Secrets)
- 2002: Catch Me If You Can
- 2004: Harry Potter und der Gefangene von Askaban (Harry Potter and the Prisoner of Azkaban)
- 2004: Terminal (The Terminal)
- 2005: Star Wars: Episode III – Die Rache der Sith (Star Wars: Episode III – Revenge of the Sith)
- 2005: Krieg der Welten (War of the Worlds)
- 2005: Die Geisha (Memoirs of a Geisha)
- 2005: München (Munich)
- 2008: Indiana Jones und das Königreich des Kristallschädels (Indiana Jones and the Kingdom of the Crystal Skull)
- 2011: Die Abenteuer von Tim und Struppi – Das Geheimnis der Einhorn (The Adventures of Tintin)
- 2011: Gefährten (War Horse)
- 2012: Lincoln
- 2013: Die Bücherdiebin (The Book Thief)
- 2015: Star Wars: Das Erwachen der Macht (Star Wars: The Force Awakens)
- 2016: BFG – Big Friendly Giant (The BFG)
- 2017: Die Verlegerin (The Post)
- 2017: Dear Basketball (Kurzfilm)
- 2017: Star Wars: Die letzten Jedi (Star Wars: The Last Jedi)
- 2018: Solo: A Star Wars Story (Titelmusik und Han-Solo-Thema)
- 2019: Star Wars: Der Aufstieg Skywalkers (Star Wars: The Rise of Skywalker)
- 2022: Obi-Wan Kenobi (Fernsehserie, Titelmusik)
- 2022: Die Fabelmans (The Fabelmans)
- 2023: Indiana Jones und das Rad des Schicksals (Indiana Jones and the Dial of Destiny)

## Diskografie

### Alben
| Jahr | Titel                                              | Höchstplatzierung, Gesamtwochen, AuszeichnungChartplatzierungen (Jahr, Titel, Platzierungen, Wochen, Auszeichnungen, Anmerkungen) | Höchstplatzierung, Gesamtwochen, AuszeichnungChartplatzierungen (Jahr, Titel, Platzierungen, Wochen, Auszeichnungen, Anmerkungen) | Höchstplatzierung, Gesamtwochen, AuszeichnungChartplatzierungen (Jahr, Titel, Platzierungen, Wochen, Auszeichnungen, Anmerkungen) | Höchstplatzierung, Gesamtwochen, AuszeichnungChartplatzierungen (Jahr, Titel, Platzierungen, Wochen, Auszeichnungen, Anmerkungen) | Höchstplatzierung, Gesamtwochen, AuszeichnungChartplatzierungen (Jahr, Titel, Platzierungen, Wochen, Auszeichnungen, Anmerkungen) | Anmerkungen                                                         |
| Jahr | Titel                                              | DE | AT | CH | UK | US | Anmerkungen                                                         |
| ---- | -------------------------------------------------- | --- | --- | --- | --- | --- | ------------------------------------------------------------------- |
| 1982 | E.T. – The Extra-Terrestrial                       | DE30 (5 Wo.)DE | — | — | UK47 Silber · (11 Wo.)UK | US— GoldUS | Soundtrack zu E.T. – Der Außerirdische                              |
| 1983 | Star Wars – Return of the Jedi                     | DE42 (6 Wo.)DE | — | — | — | — | Soundtrack zu Die Rückkehr der Jedi-Ritter                          |
| 1984 | Indiana Jones and the Temple of Doom               | DE41 (5 Wo.)DE | — | CH19 (4 Wo.)CH | — | — | Soundtrack zu Indiana Jones und der Tempel des Todes                |
| 1993 | Jurassic Park                                      | DE32 (9 Wo.)DE | AT10 (5 Wo.)AT | — | UK42 (5 Wo.)UK | US— GoldUS | Soundtrack zu Jurassic Park                                         |
| 1994 | Schindler’s List                                   | DE69 (5 Wo.)DE | — | CH37 (4 Wo.)CH | UK59 Silber · (4 Wo.)UK | US— GoldUS | Soundtrack zu Schindlers Liste                                      |
| 1996 | The Sound of Glory                                 | DE91 (3 Wo.)DE | — | — | — | — | Konzeptalbum mit Boston Pops Orchestra                              |
| 1996 | John Williams Plays The Movies                     | — | — | — | UK54 (4 Wo.)UK | — | Kompilation                                                         |
| 1999 | Stepmom                                            | DE61 (5 Wo.)DE | — | — | — | — | Soundtrack zu Seite an Seite                                        |
| 1999 | Star Wars: Episode I – The Phantom Menace          | DE6 (22 Wo.)DE | AT3 (12 Wo.)AT | CH17 (7 Wo.)CH | UK8 (1 Wo.)UK | — | Soundtrack zu Star Wars: Episode I – Die dunkle Bedrohung           |
| 2000 | The Patriot                                        | DE98 (1 Wo.)DE | — | — | — | — | Soundtrack zu Der Patriot                                           |
| 2001 | Harry Potter and the Philosopher’s Stone           | DE34 (8 Wo.)DE | AT17 (9 Wo.)AT | CH76 (2 Wo.)CH | UK19 (8 Wo.)UK | — | Soundtrack zu Harry Potter und der Stein der Weisen                 |
| 2002 | Star Wars: Episode II – Attack of the Clones       | DE14 (9 Wo.)DE | AT12 (7 Wo.)AT | CH30 (6 Wo.)CH | — | US— GoldUS | Soundtrack zu Star Wars: Episode II – Angriff der Klonkrieger       |
| 2002 | Harry Potter and the Chamber of Secrets            | DE99 (1 Wo.)DE | — | — | UK96 (1 Wo.)UK | — | Soundtrack zu Harry Potter und die Kammer des Schreckens            |
| 2004 | Harry Potter and the Prisoner of Azkaban           | DE46 (4 Wo.)DE | — | CH67 (3 Wo.)CH | UK84 (1 Wo.)UK | — | Soundtrack zu Harry Potter und der Gefangene von Askaban            |
| 2005 | Star Wars: Episode III – Revenge of the Sith       | DE10 (8 Wo.)DE | AT12 (6 Wo.)AT | CH29 (6 Wo.)CH | UK16 (5 Wo.)UK | — | Soundtrack zu Star Wars: Episode III – Die Rache der Sith           |
| 2008 | Indiana Jones and the Kingdom of the Crystal Skull | DE60 (1 Wo.)DE | — | CH81 (1 Wo.)CH | UK83 (1 Wo.)UK | — | Soundtrack zu Indiana Jones und das Königreich des Kristallschädels |
| 2015 | Star Wars – The Force Awakens                      | DE23 (5 Wo.)DE | AT29 (2 Wo.)AT | CH27 (4 Wo.)CH | UK25 Silber · (7 Wo.)UK | — | Soundtrack zu Star Wars: Das Erwachen der Macht                     |
| 2016 | Star Wars – The Ultimate Soundtrack Collection     | DE24 (1 Wo.)DE | AT75 (1 Wo.)AT | CH64 (1 Wo.)CH | — | — | Kompilation                                                         |
| 2016 | The Best of John Williams                          | — | — | CH38 (1 Wo.)CH | — | — | Kompilation                                                         |
| 2016 | Star Wars: Trilogy – A New Hope                    | DE86 (1 Wo.)DE | — | — | — | — | Kompilation                                                         |
| 2017 | Star Wars – The Last Jedi                          | DE33 (3 Wo.)DE | AT52 (1 Wo.)AT | CH39 (2 Wo.)CH | UK39 (1 Wo.)UK | — | Soundtrack zu Star Wars: Die letzten Jedi                           |
| 2018 | Solo – A Star Wars Story                           | DE38 (1 Wo.)DE | AT41 (1 Wo.)AT | CH36 (1 Wo.)CH | — | — | Soundtrack zu Solo: A Star Wars Story                               |
| 2019 | Star Wars – The Rise of Skywalker                  | DE35 (2 Wo.)DE | — | CH43 (4 Wo.)CH | UK57 (1 Wo.)UK | — | Soundtrack zu Star Wars: Der Aufstieg Skywalkers                    |
| 2020 | John Williams in Vienna                            | DE6 Gold (Classical) · (18 Wo.)DE                                                                                                 | AT6 (13 Wo.)AT | CH13 (2 Wo.)CH | — | — | Kompilation mit Wiener Philharmoniker & Anne-Sophie Mutter          |
| 2022 | The Berlin Concert                                 | DE1 (16 Wo.)DE | AT32 (1 Wo.)AT | CH23 (3 Wo.)CH | — | — | Livealbum                                                           |
| 2022 | A Gathering of Friends                             | — | — | CH89 (1 Wo.)CH | — | — | mit Yo-Yo Ma                                                        |
| 2022 | Williams: Violin Concerto No. 2                    | DE58 (1 Wo.)DE | — | CH57 (1 Wo.)CH | — | — | mit Anne-Sophie Mutter & Boston Symphony Orchestra                  |
| 2022 | Home Alone                                         | DE40 (3 Wo.)DE | — | CH73 (2 Wo.)CH | UK65 (1 Wo.)UK | US96 (7 Wo.)US | Soundtrack zu Kevin – Allein zu Haus Erstveröffentlichung: 1990     |
| 2024 | In Concert                                         | DE90 (1 Wo.)DE | — | — | — | — | Livealbum                                                           |

grau schraffiert: keine Chartdaten aus diesem Jahr verfügbar

### Lieder
| Jahr | Titel Album                   | Höchstplatzierung, Gesamtwochen, AuszeichnungChartplatzierungen (Jahr, Titel, Album, Platzierungen, Wochen, Auszeichnungen, Anmerkungen) | Höchstplatzierung, Gesamtwochen, AuszeichnungChartplatzierungen (Jahr, Titel, Album, Platzierungen, Wochen, Auszeichnungen, Anmerkungen) | Höchstplatzierung, Gesamtwochen, AuszeichnungChartplatzierungen (Jahr, Titel, Album, Platzierungen, Wochen, Auszeichnungen, Anmerkungen) | Höchstplatzierung, Gesamtwochen, AuszeichnungChartplatzierungen (Jahr, Titel, Album, Platzierungen, Wochen, Auszeichnungen, Anmerkungen) | Anmerkungen                                      |
| Jahr | Titel Album                   | DE | AT | CH | UK | Anmerkungen                                      |
| ---- | ----------------------------- | --- | --- | --- | --- | ------------------------------------------------ |
| 1990 | Carol of the Bells Home Alone | DE68 (2 Wo.)DE | AT50 (3 Wo.)AT | CH38 (7 Wo.)CH | UK37 Gold · (9 Wo.)UK | Charteinstieg erst ab 2017/18, siehe Liedartikel |

## Auszeichnungen für Musikverkäufe
| Silberne Schallplatte - Vereinigtes Königreich - 1977: für das Album Greatest Hits - 1978: für das Album Best Of Friends - 1981: für das Album Deer Hunter - 2013: für das Album The Best Of - 2016: für das Album Greatest Hits 1969–1999 - 2023: für das Lied Theme From Schindler’s List - 2023: für das Lied Somewhere In My Memory Goldene Schallplatte - Australien - 1999: für das Album Star Wars: Episode I – The Phantom Menace - 2001: für das Album Greatest Hits - Japan - 1999: für das Album Star Wars: Episode I – The Phantom Menace - 2002: für das Album Harry Potter and the Philosopher’s Stone - 2003: für das Album Harry Potter and the Chamber of Secrets - Spanien - 1999: für das Album Stepmom - Vereinigte Staaten - 1978: für das Album Close Encounters of The Third Kind - 1980: für das Album Star Wars – The Empire Strikes Back - Vereinigtes Königreich | Platin-Schallplatte - Kanada - 1999: für das Album Star Wars: Episode I – The Phantom Menace - Vereinigte Staaten - 1977: für das Album Star Wars 2× Platin-Schallplatte - Spanien - 1999: für das Album Star Wars: Episode I – The Phantom Menace |

Anmerkung: Auszeichnungen in Ländern aus den Charttabellen bzw. Chartboxen sind in ebendiesen zu finden.
| Land/RegionAuszeichnungen für Musikverkäufe (Land/Region, Auszeichnungen, Verkäufe, Quellen) | Silber       | Gold       | Platin     | Verkäufe  | Quellen                                 |
| -------------------------------------------------------------------------------------------- | ------------ | ---------- | ---------- | --------- | --------------------------------------- |
| Australien (ARIA)                                                                            | —            | 2× Gold2   | —          | 70.000    | aria.com.au                             |
| Deutschland (BVMI)                                                                           | —            | Gold1      | —          | 30.000    | musikindustrie.de                       |
| Japan (RIAJ)                                                                                 | —            | 3× Gold3   | —          | 300.000   | riaj.or.jp                              |
| Kanada (MC)                                                                                  | —            | —          | Platin1    | 100.000   | musiccanada.com                         |
| Spanien (Promusicae)                                                                         | —            | Gold1      | 2× Platin2 | 250.000   | elportaldemusica.es mediafire.com (PDF) |
| Vereinigte Staaten (RIAA)                                                                    | —            | 6× Gold6   | Platin1    | 4.500.000 | riaa.com                                |
| Vereinigtes Königreich (BPI)                                                                 | 10× Silber10 | 3× Gold3   | —          | 1.480.000 | bpi.co.uk                               |
| Insgesamt                                                                                    | 10× Silber10 | 16× Gold16 | 4× Platin4 |           |                                         |

## Konzertarbeiten

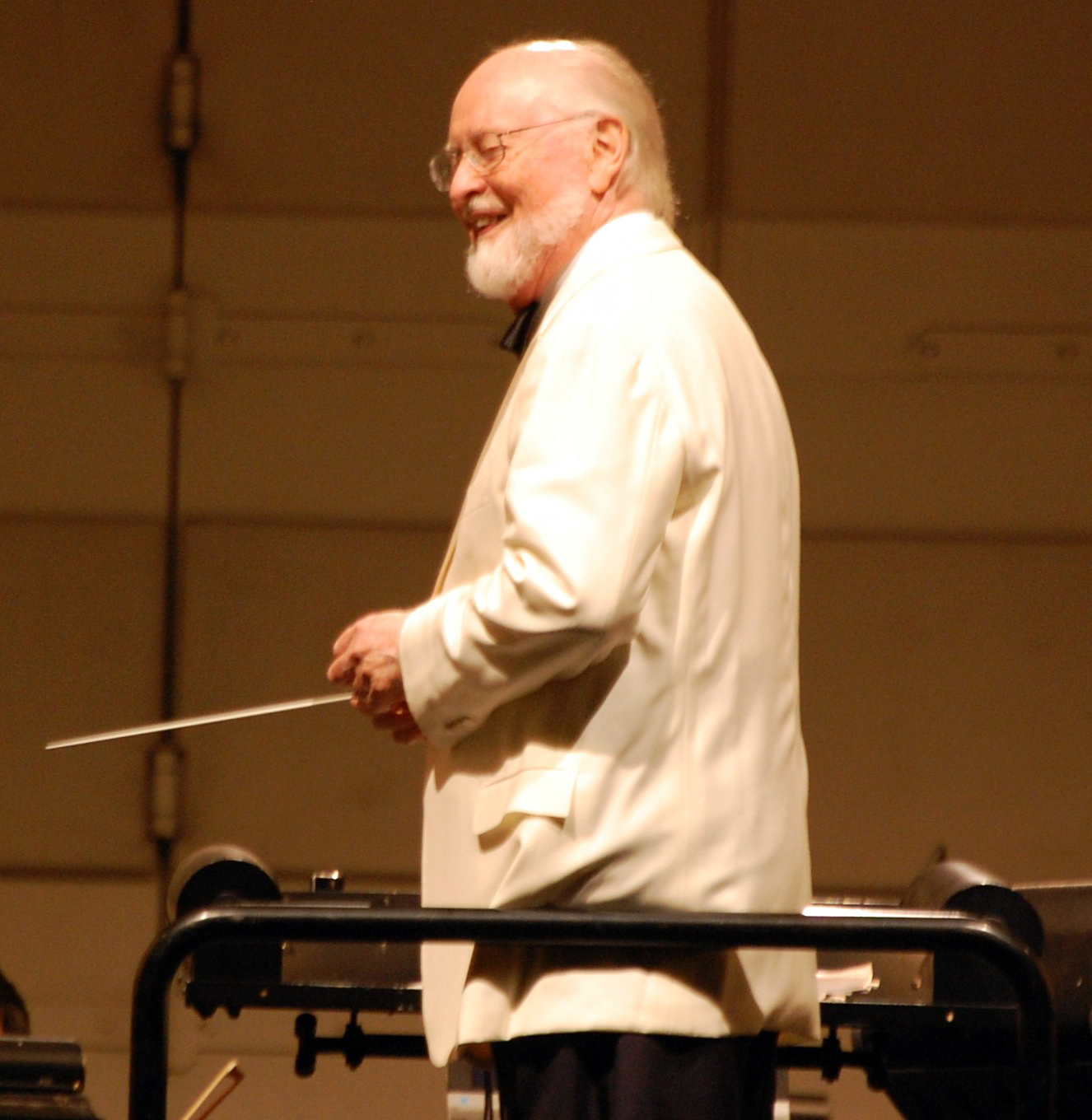
Williams beim Dirigieren in der Hollywood Bowl

### Konzerte
- 1969: Concerto for Flute and Orchestra
- 1976: Concerto for Violin and Orchestra
- 1985: Concerto for Tuba and Orchestra
- 1991: Concerto for Clarinet and Orchestra
- 1993: Concerto for Bassoon and Orchestra
- 1994: Concerto for Cello and Orchestra
- 1996: Concerto for Trumpet and Orchestra
- 1997: Elegy for Cello and Piano
- 2000: TreeSong
- 2002: Heartwood
- 2003: Concerto for Horn and Orchestra
- 2007: Duo Concertante for Violin and Viola
- 2009: Concerto for Viola and Orchestra
- 2009: On Willows and Birches, for Harp and Orchestra
- 2011: Concerto for Oboe and Orchestra
- 2011: Quartet La Jolla for violin, cello, clarinet and harp
- 2012: Rounds for solo guitar
- 2021: Second Concerto for Violin and Orchestra[11]
- 2025: Piano Concerto[12]

### Weitere Werke
- 1965: Prelude and Fugue
- 1965: Symphony #1
- 1975: Thomas and the King – Musical
- 1980: Jubilee 350 Fanfare – zur 350-Jahr-Feier der Stadt Boston
- 1984: Los Angeles Olympic Theme – Olympisches Thema zu den XXIII. Olympischen Sommerspielen in Los Angeles
- 1986: Liberty Fanfare – zur 100-Jahr-Feier der Freiheitsstatue
- 1987: A Hymn to New England
- 1988: Fanfare for Michael Dukakis – für die Präsidentschaftskandidatur von Michael Dukakis
- 1988: For New York – Variationen über ein Thema von Leonard Bernstein anlässlich dessen 70. Geburtstags
- 1990: Celebrate Discovery – zur 500-Jahr-Feier der Entdeckung Amerikas durch Kolumbus
- 1993: Sound the Bells!
- 1994: Song for World Peace
- 1995: Variations on Happy Birthday
- 1999: American Journey
- 2001: Three Pieces for solo Cello
- 2003: Soundings – für die Eröffnung der Walt Disney Concert Hall
- 2007: Star Spangled Banner – Bearbeitung der US-amerikanischen Nationalhymne für die World Series 2007
- 2008: A Timeless Call
- 2009: Air and Simple Gifts – zur feierlichen Amtseinführung Barack Obamas
- 2012: Fanfare for Fenway – zur Feier des 100. Geburtstages vom Fenway Park

## Arbeit für das Fernsehen
- Für NBC (Vereinigte Staaten):
  - NBC News – The Mission
  - NBC Nightly News
  - The Today Show
  - Meet the Press
  - NBC Sunday Night Football
- Unglaubliche Geschichten (Amazing Stories)
- Checkmate
- Planet der Giganten (Land of the Giants)
- Verschollen zwischen fremden Welten (Lost in Space)
- Time Tunnel (The Time Tunnel)
- Für Seven Network (Australien):
  - Seven News
  - Sunrise und Weekend Sunrise, ursprünglich verwendet für The Mission, jetzige Verwendung Duran Durans (Reach Up for the) Sunrise
- Thema für Great Performances

## Auszeichnungen
John Williams wurde 54-mal (Stand: vor der Verleihung 2024) für den Oscar nominiert, fünf gewann er; sechsmal für den Emmy, drei bekam er; 25-mal für den Golden Globe, vier gewonnen; 68-mal für den Grammy, 26 bekommen. Siebenmal bekam er den British Academy Film Award. Mit 54 Nominierungen hält er den Rekord für die meisten Oscar-Nominierungen für eine lebende Person. Er ist mit 91 Jahren und 349 Tagen auch die älteste für einen Oscar nominierte Person überhaupt. Er ist auch die einzige Person, die in sieben verschiedenen Jahrzehnten nominiert wurde. Nach Walt Disney mit 59 Nominierungen belegt er Platz 2 für die meisten Nominierungen überhaupt.
Williams hält den Rekord in der vom American Film Institute veröffentlichten Liste von Amerikas bester Filmmusik mit drei von 25 Filmen: Krieg der Sterne auf Platz 1, Der weiße Hai auf Rang 6 und E.T. – Der Außerirdische auf Rang 14. Er ist damit der einzige Komponist mit drei Einträgen auf dieser Liste. Am 9. Juni 2016 wurde er mit dem AFI Life Achievement Award als erster Komponist überhaupt für sein Lebenswerk geehrt.
2020 erhielt Williams den Prinzessin-von-Asturien-Preis in der Sparte Kunst (gemeinsam mit Ennio Morricone).

### Oscar
Gewonnen:
- 1972: Beste Musik (Adaption) in Anatevka
- 1976: Beste Musik (Original) in Der weiße Hai
- 1978: Beste Musik (Original) in Krieg der Sterne
- 1983: Beste Musik (Original) in E.T. – Der Außerirdische
- 1994: Beste Musik (Original) in Schindlers Liste

Nominiert:
- 1968: Beste Musik (Adaption) in Das Tal der Puppen
- 1970: Beste Musik (Adaption) in Goodbye, Mr. Chips
- 1970: Beste Musik (Original) in Der Gauner
- 1973: Beste Musik (Original) in Spiegelbilder
- 1973: Beste Musik (Original) in Die Höllenfahrt der Poseidon
- 1974: Beste Musik (Original) in Zapfenstreich
- 1974: Beste Musik (Adaption) in Tom Sawyers Abenteuer
- 1974: Bester Song, „Nice to be around“ in Zapfenstreich
- 1975: Beste Musik (Original) in Flammendes Inferno
- 1978: Beste Musik (Original) in Unheimliche Begegnung der dritten Art
- 1979: Beste Musik (Original) in Superman
- 1981: Beste Musik in Das Imperium schlägt zurück
- 1982: Beste Musik in Jäger des verlorenen Schatzes
- 1983: Bester Song, If we were in love in Geliebter Giorgio
- 1984: Beste Musik (Original) in Die Rückkehr der Jedi-Ritter
- 1985: Beste Musik (Original) in Indiana Jones und der Tempel des Todes
- 1985: Beste Musik (Original) in Menschen am Fluß
- 1988: Beste Musik in Das Reich der Sonne
- 1988: Beste Musik in Die Hexen von Eastwick
- 1989: Beste Musik in Die Reisen des Mr. Leary
- 1990: Beste Musik in Geboren am 4. Juli
- 1990: Beste Musik in Indiana Jones und der letzte Kreuzzug
- 1991: Beste Musik in Kevin – Allein zu Haus
- 1991: Bester Song, Somewhere in My Memory in Kevin – Allein zu Haus
- 1992: Beste Musik in JFK – Tatort Dallas
- 1992: Bester Song, When You’re Alone in Hook
- 1996: Beste Musik (Komödie) in Sabrina
- 1996: Beste Musik (Drama) in  Nixon
- 1996: Bester Song, Moonlight in Sabrina
- 1997: Beste Musik (Drama) in Sleepers
- 1998: Beste Musik (Drama) in Amistad
- 1999: Beste Musik (Drama) in Der Soldat James Ryan
- 2000: Beste Musik in Die Asche meiner Mutter
- 2001: Beste Musik in  Der Patriot
- 2002: Beste Musik in Harry Potter und der Stein der Weisen
- 2002: Beste Musik in A.I. – Künstliche Intelligenz
- 2003: Beste Musik in Catch Me If You Can
- 2005: Beste Musik in Harry Potter und der Gefangene von Askaban
- 2006: Beste Musik in Die Geisha
- 2006: Beste Musik in München
- 2012: Beste Musik in Gefährten
- 2012: Beste Musik in Die Abenteuer von Tim und Struppi – Das Geheimnis der Einhorn
- 2013: Beste Musik in Lincoln
- 2014: Beste Musik in Die Bücherdiebin
- 2016: Beste Musik in Star Wars: Das Erwachen der Macht
- 2018: Beste Musik in Star Wars: Die letzten Jedi
- 2020: Beste Musik in Star Wars: Der Aufstieg Skywalkers
- 2023: Beste Musik in The Fabelmans
- 2024: Beste Musik in Indiana Jones und das Rad des Schicksals

### Grammy Award
Gewonnen
- 1976: Beste Originalmusik geschrieben für einen Film oder ein Fernsehspecial in Der weiße Hai
- 1978: Beste Instrumentaldarbietung (Pop) in Krieg der Sterne (Soundtrack)
- 1978: Beste Instrumentalkomposition in Krieg der Sterne (Hauptthema)
- 1978: Beste Originalmusik geschrieben für einen Film oder ein Fernsehspecial in Krieg der Sterne
- 1979: Beste Instrumentalkomposition in Unheimliche Begegnung der dritten Art (Hauptthema)
- 1979: Beste Originalmusik geschrieben für einen Film oder ein Fernsehspecial in Unheimliche Begegnung der dritten Art
- 1980: Beste Instrumentalkomposition in Superman (Hauptthema)
- 1980: Beste Originalmusik geschrieben für einen Film oder ein Fernsehspecial in Superman
- 1981: Beste Instrumentalkomposition in Das Imperium schlägt zurück
- 1981: Beste Originalmusik geschrieben für einen Film oder ein Fernsehspecial in Das Imperium schlägt zurück
- 1982: Beste Originalmusik geschrieben für einen Film oder ein Fernsehspecial in Jäger des verlorenen Schatzes
- 1983: Beste Originalmusik geschrieben für einen Film oder ein Fernsehspecial in E.T. – Der Außerirdische
- 1983: Beste Instrumentalkomposition für Flying, Thema aus E.T. – Der Außerirdische
- 1983: Bestes Instrumentalarrangement für Flying, Thema aus E.T. – Der Außerirdische
- 1985: Beste Instrumentalkomposition für die Offizielle Musik der Olympischen Sommerspiele 1984
- 1995: Beste Instrumentalkomposition geschrieben für Film oder Fernsehen in Schindlers Liste
- 1999: Beste Instrumentalkomposition geschrieben für Film oder Fernsehen in Der Soldat James Ryan
- 2001: Beste Instrumentalkomposition in Die Asche meiner Mutter
- 2007: Bestes komponiertes Soundtrackalbum für Film, Fernsehen oder visuelle Medien in Die Geisha
- 2007: Beste Instrumentalkomposition für A Prayer For Peace, Thema aus München
- 2009: Beste Instrumentalkomposition für The Adventures Of Mutt, Thema aus Indiana Jones und das Königreich des Kristallschädels
- 2015: Beste Instrumentalkomposition für The Book Thief aus Die Bücherdiebin
- 2017: Bester komponierter Soundtrack für visuelle Medien in Star Wars: Das Erwachen der Macht
- 2018: Bestes Instrumental- oder A-Cappella-Arrangement für Escapades for Alto Saxophone and Orchestra aus Catch Me If You Can

46 weitere Nominierungen

### British Academy Film Award
Gewonnen
- 1976: Beste Filmmusik in Der weiße Hai
- 1979: Beste Filmmusik in Krieg der Sterne
- 1981: Beste Filmmusik in Das Imperium schlägt zurück
- 1983: Beste Filmmusik in E. T. – Der Außerirdische
- 1989: Beste Filmmusik in Das Reich der Sonne
- 1994: Beste Filmmusik in Schindlers Liste
- 2006: Beste Filmmusik in Die Geisha

acht weitere Nominierungen

### Emmy Award
Gewonnen
- 1969: Außerordentliche Leistung in der musikalischen Dichtung in Heidi
- 1972: Außerordentliche Leistung in der musikalischen Dichtung in Jane Eyre
- 2009: Herausragendes Titelthema in Great Performances

drei weitere Nominierungen

### Weitere Auszeichnungen (Auswahl)
Golden Globe Award
- 1975: Beste Filmmusik in Der weiße Hai
- 1977: Beste Filmmusik in Krieg der Sterne
- 1982: Beste Filmmusik in E. T. – Der Außerirdische
- 2005: Beste Filmmusik in Die Geisha

22 weitere Nominierungen
Saturn Award
- 1978: Beste Musik in Krieg der Sterne und Unheimliche Begegnung der dritten Art
- 1979: Beste Musik in Superman
- 1982: Beste Musik in Jäger des verlorenen Schatzes
- 1983: Beste Musik in E. T. – Der Außerirdische
- 2002: Beste Musik in A.I. – Künstliche Intelligenz
- 2004: Lifetime Achievement Award als der „bedeutendste Filmkomponist unserer Zeit“
- 2006: Beste Musik in Star Wars: Episode III – Die Rache der Sith
- 2016: Beste Musik in Star Wars: Das Erwachen der Macht

elf weitere Nominierungen
Critics’ Choice Movie Award
- 1999: Beste Filmmusik in Der Soldat James Ryan
- 2003: Bester Komponist für Catch Me If You Can, Harry Potter und die Kammer des Schreckens, Minority Report
- 2006: Bester Komponist für Die Geisha
- 2013: Beste Filmmusik in Lincoln

drei weitere Nominierungen
Los Angeles Film Critics Association Award
- 1977: Beste Filmmusik in Krieg der Sterne

zwei weitere Nominierungen
Darüber hinaus gewann Williams dreimal den World Soundtrack Award und 21-mal den BMI Film & TV Award. 2001 wurde er vom National Board of Review für seine „exzellenten Filmkompositionen“ mit dem Preis fürs Lebenswerk ausgezeichnet. Im Jahr 2004 wurde ihm die Ehrendoktorwürde der Juilliard School, New York, verliehen. 2009 wurde er in die American Academy of Arts and Sciences und 2024 in die American Academy of Arts and Letters gewählt. Ebenfalls 2009 wurde Williams von Barack Obama im Weißen Haus mit der National Medal of Arts als „herausragender Dirigent und Komponist“ ausgezeichnet, der „die moderne Filmindustrie für Jahrzehnte geprägt und inspiriert“ hat. 2017 wurde ihm die Ehrendoktorwürde der Harvard University verliehen.
Im Jahr 2022 wurden John Williams und die Berliner Philharmoniker mit einem Opus-Klassik-Preis in der Kategorie Bestseller des Jahres für das Album The Berlin Concert ausgezeichnet.
Im Jahr 2024 wurde Williams als Disney Legend ausgezeichnet.

## Dokumentarfilm
Mit Music by John Williams wurde Ende Oktober 2024 ein von Laurent Bouzereau inszenierter Dokumentarfilm über das Schaffen von Williams veröffentlicht, an dem langjährige Wegfährten wie die Regisseure Steven Spielberg, George Lucas, J.J. Abrams sowie andere Musiker und Komponisten mitwirkten. Das persönliche Leben Williams spielt darin kaum eine Rolle.